# Henri Raymond Casgrain

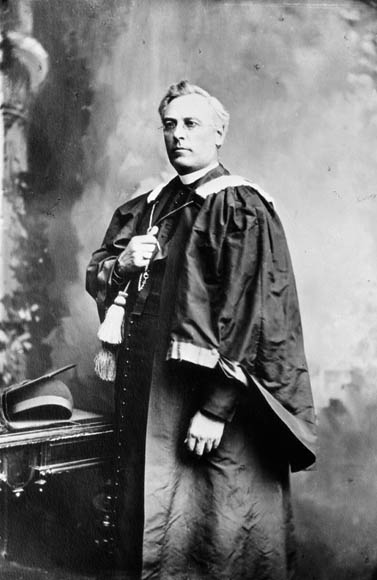
Henri-Raymond Casgrain.

Henri-Raymond Casgrain (16 de diciembre de 1831-11 de febrero de 1904) fue un sacerdote católico canadiense, autor, editor, e historiador. Fue autor de algunos de los mejores trabajos de la literatura de Quebec, Canadá.

## Biografía
Henri nació en Rivière-Ouelle, Bajo Canadá, hijo Charles-Eusèbe Casgrain y de Eliza Anne Baby. Estudió en la universidad del Sainte-Anne-de-la-Pocatière. En 1852, se enlistó en la escuela de medicina y cirugía de Montreal.
En 1856 se convirtió un sacerdote. 
Comenzó a enseñar en la universidad del Sainte-Anne-de-la-Pocatière hasta que debió abandonar la enseñanza debido a mala salud. En 1859, lo designaron cura de la parroquia de la Nativité-de-Notre-Dame en Beauport.
A partir de 1889 a 1890, fue presidente de la sociedad real de Canadá.
- Datos: Q727202
- Multimedia: Henri-Raymond Casgrain / Q727202